# Sweet Sounds of Heaven
A Sweet Sounds of Heaven a The Rolling Stones brit rockegyüttes dala, amelyben Lady Gaga és Stevie Wonder amerikai zenészek is közreműködnek. A dal 2023. szeptember 28-án jelent meg a Hackney Diamonds (2023) című stúdióalbumuk második kislemezeként.

## Megjelenés
A Sweet Sounds of Heavent a zenekar egy 2023. szeptember 25-i Instagram-posztban harangozta be, melyben egy rövid részletet mutattak be a dalból, és elárulták a megjelenés dátumát. A szám rádiós változatához készült szöveges videóját a megjelenés napján töltötték fel a Rolling Stones hivatalos YouTube-csatornájára, és az Apple Music YouTube-csatornájára is feltöltöttek egy interjút a zenekar frontemberével, Mick Jaggerrel. December 8-án megjelent a dal élő változata, amelyet a New York-i Racket klubban rögzítettek.

## A kritikusok értékelései
A Sweet Sounds of Heaven pozitív kritikákat kapott. A The Telegraph 5 csillagból 5-re értékelte a dalt, és azt írta, hogy a zenekar „ujjongó formában van”, és a számot „egy izgalmas, felemelő ős-gospel dalnak nevezte, amely a Stones legendás katalógusának legmagasabb fokára tartozik”.  A Consequence úgy jellemezte a „himnikus, meglepően érzelmes számot”, mint „az egyik legjobb karrierzáró dal, amit a Stones nyújtani tud”, Jagger és Gaga vokális összjátéka pedig „olyan érzést kelt, mintha a hosszú szám egy pillanat alatt elrepülne”.
Az American Songwriter úgy méltatta az „igazán epikus” számot, mint „bizonyíték arra, hogy a rock and roll és a soul zene harmonikusan élhet együtt”, míg a Rolling Stone magazin úgy jellemezte a számot, mint egy „szabadon áramló soul utazást”, „gospel hangulattal”.
Az RTÉ az album csúcspontjának tartotta a számot, mondván: „ez a Stones a legjobb formában. Egy csodálatos gospel dal, Lady Gaga talán eddigi legjobb vokáljával és a zenekar régi turnépartnerének, Stevie Wondernek elképesztő billentyű- és zongorajátékával”. A The New York Times a Sweet Sounds of Heavent a 2023-ban megjelent ötödik legjobb dalként tartotta számon, mondván, hogy „a dal egy nagy, gospeles fináléig jut el, Jagger és Gaga pedig egymást hajtja, hogy még nagyobbat énekeljenek”.

## Élő előadás
A Stones 2023. október 19-én a New York-i Racket klubban adta elő először élőben a dalt Gagával a szett részeként, ami a zenekar első koncertje volt Steve Jordan dobossal. Gaga egy csillogó fekete-piros bodysuitban csatlakozott a zenekarhoz a színpadon, mielőtt a dal alatt „mennyei üvöltözős meccsbe” bocsátkozott Jaggerrel. Az előadás hangfelvétele később, december 8-án jelent meg a digitális és streaming szolgáltatásokon.

## Slágerlistás helyezések
| Lista (2023)                           | Legjobb helyezés |
| -------------------------------------- | ---------------- |
| Egyesült Királyság (UK Download Chart) | 15               |
| Egyesült Királyság Singles Sales (OCC) | 2                |
| Hollandia (Single Top 100)             | 42               |
| Hollandia (Tipparade)                  | 18               |
| Japán Hot Overseas (Billboard Japan)   | 6                |
| Kanada Digital Song Sales (Billboard)  | 19               |
| Horvátország (HRT)                     | 20               |
| Németország (Media Control Charts)     | 84               |
| Új-Zéland Hot Singles (RMNZ)           | 23               |
| Svájc (Schweizer Hitparade)            | 72               |
| US Digital Songs (Billboard)           | 29               |
| US Hot Rock Songs (Billboard)          | 45               |

| Lista (2023)                              | Helyezés |
| ----------------------------------------- | -------- |
| Egyesült Királyság Vinyl kislemezek (OCC) | 20       |

## Megjelenési történet
| Régió       | Dátum                | Formátum(ok)                 | Változat(ok)        | Kiadó   | For.          |
| ----------- | -------------------- | ---------------------------- | ------------------- | ------- | ------------- |
| Világszerte | 2023. szeptember 28. | Digitális letöltés streaming | Vágott eredeti      | Polydor | [ 4 ]         |
| Olaszország | 2023. szeptember 28. | Rádiós megjelenés            | Eredeti             | Capitol | [ 29 ]        |
| Világszerte | 2023. október 13.    | 10-inch vinyl CD             | Eredeti             | Polydor | [ 30 ] [ 31 ] |
| Japán       | 2023. november 24.   | SHM-CD                       | Eredeti vágott      | Polydor | [ 32 ] [ 33 ] |
| Világszerte | 2023. december 8.    | Digitális letöltés streaming | Live at Racket, NYC | Polydor | [ 15 ]        |

## Fordítás
Ez a szócikk részben vagy egészben  a   Sweet Sounds of Heaven című angol Wikipédia-szócikk fordításán alapul.  Az eredeti cikk szerkesztőit annak laptörténete sorolja fel. Ez a jelzés csupán a megfogalmazás eredetét és a szerzői jogokat jelzi, nem szolgál a cikkben szereplő információk forrásmegjelöléseként.